# Festival d'Edimburg
El festival d'Edimburg, és un festival internacional de les arts, amb un clar èmfasi sobre la música i el teatre.
Instituït el 1947 per Rudolf Bing, se celebra durant tres setmanes cada estiu. Les seves posades escèniques van des de representacions de les principals companyies teatrals del món fins a actuacions debutants al mateix festival, com ho van ser per exemple The Cocktail Party de T. S. Eliot (1949) i The Matchmaker de Thornton Wilder (1954).
Està compost, principalment pel Festival Internacional d'Edimburg (EIF, per les seves sigles en anglès), i l'Edinburgh Fringe, nascut com contrapartida alternativa al festival oficial i que ha esdevingut el festival d'arts escèniques més important del mon.
El Festival Internacional es centra principalment en les arts plàstiques i la música i ofereix concerts, recitals i òperes de companyies internacionals, orquestres i solistes. En aquest festival va debutar l'any 1980, la Violoncel·lista russa Natàlia Gutman.
El Fringe atreu grups teatrals amateurs i ha estrenat obres com Beyond the Fringe (1960) i Rosencrantz & Guildenstern Are Dead de Tom Stoppard (1966).
També s'hi celebren l'Edinburgh International Film Festival, centrat en els films documentals, el Writers' Festival i l'Edinburgh International Book Festival.